# Hiltons
Hiltons es un lugar designado por el censo ubicado en el condado de Scott en el estado estadounidense de Virginia. En el Censo de 2020 tenía una población de 334 habitantes y una densidad poblacional de 107,40 habitantes por km². Fue incluido como CDP en el censo de 2020.

## Geografía
Hiltons se encuentra ubicado en las coordenadas 36°39′18″N 82°28′4″O / 36.65500, -82.46778.Según la Oficina del Censo de los Estados Unidos,  tiene una superficie total de 3,11 km², todos  correspondientes a tierra firme.